# Rowland (Karolina Północna)
Rowland – miasto w Stanach Zjednoczonych, w stanie Karolina Północna, w hrabstwie Robeson.